# The Call of Megiddo
The Call of Megiddo è il secondo album della black/death metal band polacca Hell-Born.

## Disco
L'album rappresenta la svolta definitiva nell'organico della band: il leader Adam Muraszko passa al basso e il bassista Jacek Kubiak alla chitarra ritmica, mentre per le parti di batteria (precedentemente registrate da Muraszko) viene ingaggiato Sebastian Łuszczek.

## Tracce
Testi e musiche di Baal Ravenlock.
1. Hell-Born – 3:59
2. Legion Is Our Name – 3:16
3. We Bring the Reaper – 3:47
4. Scepter of the Tomblord – 4:36
5. The Call of Megiddo – 4:30
6. With the Gleam of the Eyes of Undead – 5:14
7. Down Below He Dwells – 4:22
8. Evil Dawning – 5:14

## Formazione
- Baal Ravenlock – voce, basso
- Les – chitarra solista, cori
- Jeff – chitarra ritmica, cori
- Basti – batteria